# Marie-Louise von Franz
Marie-Louise von Franz (14. januar 1915 i München – 16. februar 1998) var en schweizisk jungiansk psykoanalytiker. Hun arbejdede som elev hos Carl Gustav Jung fra 1933, først i terapi og som han nærmeste medarbejder til hans død i 1961. Franz grundlagde C. G. Jung Institute i Zürich. Som terapeut siges hun at have tolket 65.000 drømme. Hun praktiserde hovedsageligt i Küsnach i Schweiz, hvor Jung boede og arbejdede. Som Jung havde hun bygget sit 'tårn', en primitiv sommerresidens, i bjergene ved Zürich, som hun delte med Barbarah Hannah.
Hun uddannede sig som middelalderlatinist, og hendes sprogkundskaber var vigtige for Jung, specielt i forbindelse med hans arbejde med alkymistiske studier. Hun var også interesseret i klassisk kinesisk litteratur.
Hun arbejdede også i flere år med Wolfgang Pauli (1900-1958), der var Nobelpristager i teoretisk fysik.
Marie-Louise von Franz skrev over 30 bind om analytisk psykologi.

## Litterære værker på dansk
- Eventyrfortolkning. En introduktion, Gyldendal 1989
- Mennesket og dets symboler (i samarbejde med C.G. Jung, Joseph L. Henderson, Jolande Jacobi, Aniela Jaffé), Lindhardt og Ringhof, 1991
- Søgningen efter Selvet. Individuation i eventyr, Gyldendal 1991
- Skyggen og det Onde i eventyr, Gyldendal 1993
- Om synkronicitet og spådomskunst. Det meningsfulde tilfældes psykologi, Politisk Revy, 2002